# Boris Kerenski

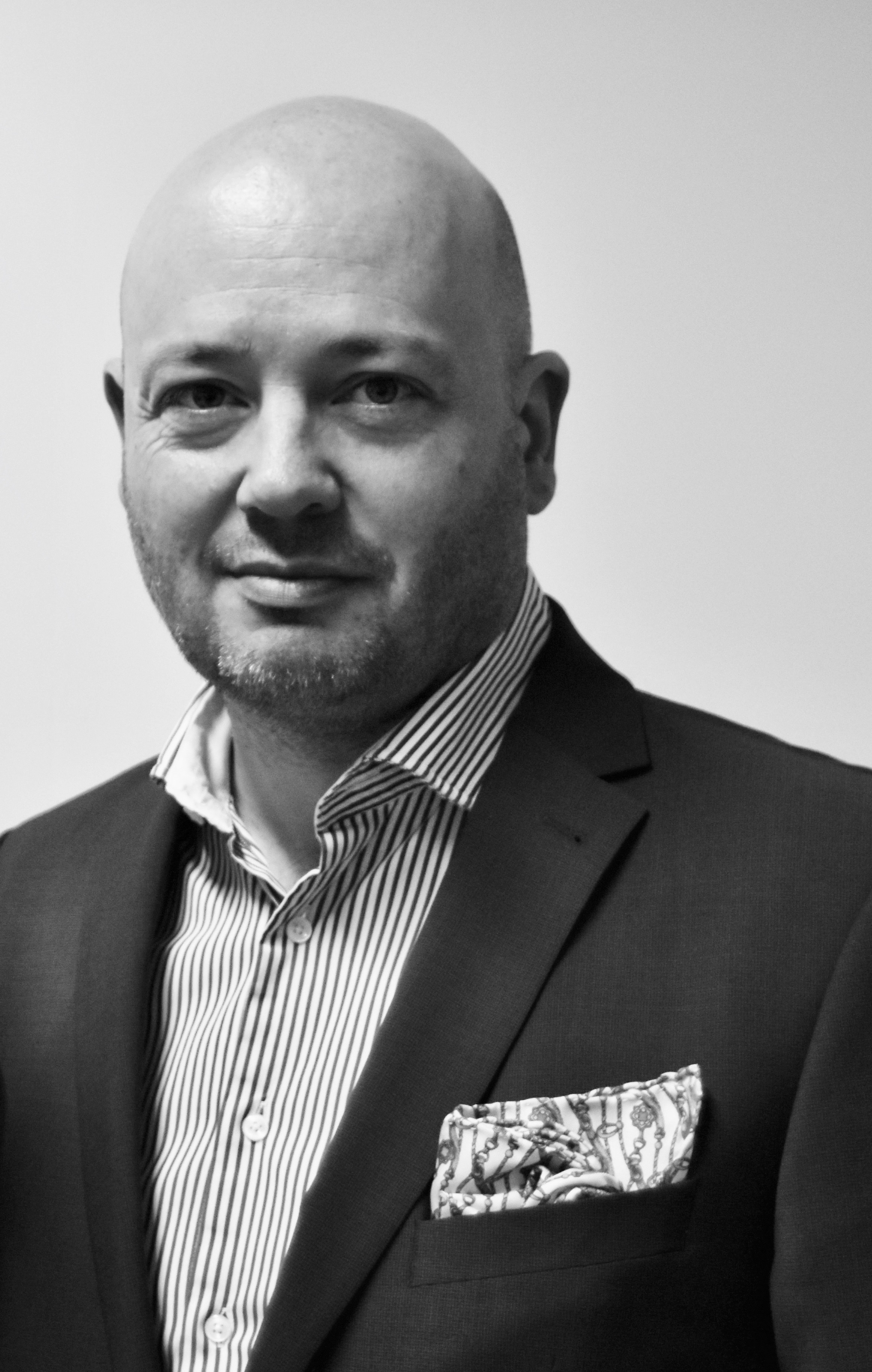
Boris Kerenski (2018)

Boris Kerenski (* 1971 in Stuttgart als Boris Feesenmayr) ist ein deutscher bildender Künstler, Journalist und Herausgeber.

## Leben
Boris Kerenski studierte an der Staatlichen Akademie der Bildenden Künste Stuttgart bei Dieter Groß, Hans Dieter Huber und Joan Jonas.
Beruflich war er u. a. als Redakteur bei verschiedenen Print- und Onlinemedien sowie als Dozent am Literaturhaus Stuttgart tätig, wo er auch die Zeitschrift Literatur machen betreute.
In seiner Tätigkeit als Herausgeber beschäftigt Kerenski sich insbesondere mit deutschsprachiger Untergrund-, Slam- und Pop-Literatur. Seine 1999 zusammen mit Sergiu Stefanescu herausgegebene Anthologie Kaltland-Beat versammelt Prosa und Lyrik des literarischen Untergrunds, ergänzt durch Essays und journalistischer Beiträge (u. a. von Björn Kuhligk, Markus Orths, Tanja Dückers, Enno Stahl, Marc Degens, Jaromir Konecny und Benno Käsmayr).
Auch das 2004 gemeinsam mit Florian Vetsch herausgegebene Tanger Telegramm, eine Text- und Bildsammlung über die marokkanische Stadt Tanger, stieß auf positive Resonanz.
Boris Kerenski lebt in Gingen an der Fils und arbeitet als Gymnasiallehrer. Kerenski leitet seit 2021 den Kunstverein Eislingen und ist seit 2022 Landesvorsitzender des Friedrich-Bödecker-Kreises Baden-Württemberg.

## Veröffentlichungen (Auswahl)
Autor
- Tanger - Fotografien. Mit Textbeiträgen von Amsél, Dieter Haller, Susann Klossek, Björn Kuhligk, Pociao und Florian Vetsch. Ludwigsburg: Killroy media 2023, ISBN 978-3-931140-51-9
- Social Beat - Stimmen aus dem popliterarischen Untergrund. Publikation anlässlich der Ausstellung Social Beat & Beat: ein literarischer Urknall vom 22. Januar – 16. April 2021 im Literaturhaus Stuttgart. Edition Hibana, 2021, ISBN 978-3-9822910-9-3
- Schnitte - Die Kunst der Schere. Pretzien: Moloko Print 2020, ISBN 978-3-943603-80-4 (auch eigene Collagen)
- Luxor. Eislingen: Edition Kunstverein 2020, ISBN 978-3-929947-58-8 (mit Thomas Hummel, Fotografien)
- Helden der Krise. Wenzendorf: Stadtlichter Presse 2020, ISBN 978-3-947883-10-3
- Tristesse cool serviert. Wenzendorf: Stadtlichter Presse 2019, ISBN 978-3-947883-02-8

Herausgeber
- mit Stefan Renner: Kunstblicke #3 - Konrad Hummel: Abgesang. Katalogedition des Kunst- und Geschichtsvereins Geislingen/Steige, Pretzien: Moloko Print 2022, ISBN 978-3-948750-39-8
- mit Stefan Renner: Kunstblicke #2 - Rolf Altena, Dieter Groß, Andreas Opiolka: Wir3. Katalogedition des Kunst- und Geschichtsvereins Geislingen/Steige, Pretzien: Moloko Print 2020, ISBN 978-3-943603-99-6
- mit Stefan Renner: Kunstblicke #1 - Ulrich Klieber: Silk Road. Katalogedition des Kunst- und Geschichtsvereins Geislingen/Steige, Pretzien: Moloko Print 2019, ISBN 978-3-943603-70-5
- mit Florian Vetsch: Tanger Telegramm. Reise durch die Literaturen einer legendären marokkanischen Stadt. Zürich: bilgerverlag 2004 (überarbeitete Neuauflage 2017), ISBN 978-3-03762-061-8
- mit Svenja Eckert: Sauber & Sexy (Lautsprecher Band 5). Stuttgart: Lautsprecher Verlag 2001, ISBN 3-932902-25-4
- mit Sergiu Stefanescu: Kaltland Beat. Neue deutsche Szene. Mit einem Vorwort von Peter O. Chotjewitz. Stuttgart: Ithaka Verlag 1999, ISBN 3933545072
- mit Sergiu Stefanescu: Es gibt. Social Beat / Slam Poetry. Texte der 90er. Stuttgart: Ithaka Verlag 1998, ISBN 393354503X
- mit Michael Schönauer: Was ist Social Beat? Publikation zur Mailart-Aktion von Boris Kerenski. Asperg: Killroy media Verlag 1998, ISBN 3-931140-32-6